# Dwight Jones
Pour les articles homonymes, voir Jones.
Dwight Jones, né le 27 février 1952 à Houston (Texas) et mort le 25 juillet 2016 à The Woodlands (Texas), est un ancien joueur américain de basket-ball. Il évoluait aux postes d'ailier fort et de pivot.

## Palmarès
- Finaliste des Jeux olympiques 1972